# Dyskografia Avy Max
Dyskografia Avy Max, amerykańskiej piosenkarki pochodzenia albańskiego, składa się z 2 albumów studyjnych, 1 minialbumu i 33 singli (wśród nich 7 jako artystka gościnna i 10 singli promocyjnych).
Wokalistka zadebiutowała minialbumem Amanda Kay, już w wieku 14 lat. Wydawnictwo nie stało się jednak popularne.
Po współpracach z takimi artystami jak Le Youth („Clap Your Hands”, 2017), Witt Lowry („Into Your Arms”, 2018), czy Vice i Jason Derulo („Make Up”, 2018) 17 sierpnia 2018 roku wydała singel „Sweet but Psycho”. Stał się on międzynarodowym przebojem osiągając pierwsze miejsce w 23 państwach i zdobywając certyfikaty platynowych i diamentowych płyt na terenie 17 krajów. W samych Stanach Zjednoczonych singel sprzedał się on na ponad trzech milionach sztuk. 
W 2019 roku wydała kolejnych 5 singli, w tym 3 z nich promowały promowały pierwszy album studyjny Avy Max. Były notowane w kilkunastu krajach, utwory „So Am I” oraz „Salt” stały się singlami numer jeden w Polsce.
Singel „Kings & Queens” wydany w 2020 roku okazał się kolejnym dużym sukcesem Avy. Zdobył 13 certyfikatów; był również singlem numer jeden w Polsce, Izraelu, Słowenii, na Węgrzech oraz na poszczególnych listach w Stanach Zjednoczonych, Kanadzie i Szwajcarii.
Następnie opublikowała kolejne dwa single promujące debiutancki album. Były to: „Who’s Laughing Now” (numer 1 w Polsce) oraz „OMG What’s Happening”.
18 września 2020 wydała swój debiutancki album studyjny Heaven & Hell. Znajdowało się na nim 16 utworów. Już pierwszego dnia dostał platynową płytą w Polsce. Dostał on cztery na pięć gwiazdek od krytyków z AllMusic oraz The Guardian. W listopadzie 2020 roku wydała ostatni singel promujący wyżej wymieniony album: „My Head & My Heart”.
Pod koniec stycznia 2023 roku zostanie wydany drugi album studyjny Avy Max - Diamonds & Dancefloors - który został poprzedzony trzema singlami: „Maybe You're The Problem”, „Million Dollar Baby” oraz „Weapons”.

## Albumy studyjne
| Rok                                                                                           | Dane dot. albumu                                                                                                  | Pozycja na liście przebojów | Pozycja na liście przebojów | Pozycja na liście przebojów | Pozycja na liście przebojów | Pozycja na liście przebojów | Pozycja na liście przebojów | Pozycja na liście przebojów | Pozycja na liście przebojów | Pozycja na liście przebojów | Pozycja na liście przebojów | Pozycja na liście przebojów | Pozycja na liście przebojów | Pozycja na liście przebojów | Certyfikat |
| Rok                                                                                           | Dane dot. albumu                                                                                                  | AUT                         | BEL (Fla)                   | BEL (Wal)                   | FIN                         | GER                         | IT                          | NLD                         | NOR                         | NZL                         | POL                         | SWE                         | UK                          | US                          | Certyfikat |
| --------------------------------------------------------------------------------------------- | --- | --------------------------- | --------------------------- | --------------------------- | --------------------------- | --------------------------- | --------------------------- | --------------------------- | --------------------------- | --------------------------- | --------------------------- | --------------------------- | --------------------------- | --------------------------- | --- |
| 2020                                                                                          | Heaven & Hell - Wydany: 18 września 2020 - Wytwórnia: Atlantic - Format: digital download, streaming, CD, LP, CC  | 7                           | 7                           | 14                          | 6                           | 7                           | 28                          | 6                           | 2                           | 20                          | 25                          | 7                           | 2                           | 27                          | - ARG: złota płyta - BRA: platynowa płyta - CAN: platynowa płyta - DNK: złota płyta - FRA: złota płyta - ITA: złota płyta - NOR: 7× platynowa płyta - POL: 3× platynowa płyta - UK: złota płyta - USA: złota płyta |
| 2023                                                                                          | Diamonds & Dancefloors - Wydany: 27 stycznia 2023 - Wytwórnia: Atlantic - Format: digital download, streaming, CD | –                           | –                           | –                           | –                           | –                           | –                           | –                           | –                           | –                           | –                           | –                           | –                           | –                           | |
| „–” oznacza to, że album nie zadebiutował na liście lub nie został wydany w podanych krajach. | |                             |                             |                             |                             |                             |                             |                             |                             |                             |                             |                             |                             |                             | |

## Minialbumy
| Rok  | Dane dot. minialbumu                                                                                |
| ---- | --------------------------------------------------------------------------------------------------- |
| 2008 | Amanda Kay - Wydany: 12 września 2008 - Wytwórnia: Denny Hits - Format: digital download, streaming |

## Single

### Jako główna artystka
| Rok                                                                                                 | Tytuł                              | Pozycja na liście przebojów | Pozycja na liście przebojów | Pozycja na liście przebojów | Pozycja na liście przebojów | Pozycja na liście przebojów | Pozycja na liście przebojów | Pozycja na liście przebojów | Pozycja na liście przebojów | Pozycja na liście przebojów | Pozycja na liście przebojów | Pozycja na liście przebojów | Pozycja na liście przebojów | Pozycja na liście przebojów | Pozycja na liście przebojów | Pozycja na liście przebojów | Pozycja na liście przebojów | Certyfikat | Album                      |
| Rok                                                                                                 | Tytuł                              | US                          | AUS                         | AUT                         | BEL (Fla)                   | BEL (Wal)                   | CAN                         | FIN                         | FRA                         | GER                         | MEX                         | NOR                         | NZL                         | POL                         | SWE                         | SWI                         | UK                          | Certyfikat | Album                      |
| --------------------------------------------------------------------------------------------------- | ---------------------------------- | --------------------------- | --------------------------- | --------------------------- | --------------------------- | --------------------------- | --------------------------- | --------------------------- | --------------------------- | --------------------------- | --------------------------- | --------------------------- | --------------------------- | --------------------------- | --------------------------- | --------------------------- | --------------------------- | --- | -------------------------- |
| 2018                                                                                                | „Sweet but Psycho”                 | 10                          | 2                           | 1                           | 1                           | 1                           | 11                          | 1                           | 8                           | 1                           | 3                           | 1                           | 1                           | 1                           | 1                           | 1                           | 1                           | - AUS: 5× platynowa płyta - AUT: 2× platynowa płyta - BEL: 2× platynowa płyta - BRA: 2× diamentowa płyta - CAN: 7× platynowa płyta - DNK: 3× platynowa płyta - FRA: diamentowa płyta - GER: 2× platynowa płyta - ITA: 3× platynowa płyta - NLD: 2× platynowa płyta - NOR:5× platynowa płyta - NZL: platynowa płyta - POL: diamentowa płyta - POR: platynowa płyta - SPA: platynowa płyta - SWI: 4× platynowa płyta - UK: 3× platynowa płyta - USA: 3× platynowa płyta | Heaven & Hell              |
| 2019                                                                                                | „So Am I”                          | –                           | 14                          | 26                          | 13                          | 40                          | –                           | 8                           | 58                          | 21                          | 13                          | 2                           | 23                          | 1                           | 16                          | 18                          | 13                          | - AUS: platynowa płyta - AUT: platynowa płyta - BEL: złota płyta - BRA: 2× platynowa płyta - CAN: platynowa płyta - DEN: platynowa płyta - FRA: złota płyta - GER: złota płyta - ITA: złota płyta - NOR: 2× platyowa płyta - POL: 3× platynowa płyta - SWI: platynowa płyta - UK: platynowa płyta - USA: złota płyta | Heaven & Hell              |
| 2019                                                                                                | „Torn”                             | –                           | –                           | 60                          | –                           | 23                          | –                           | –                           | 106                         | 59                          | –                           | –                           | –                           | 3                           | –                           | 28                          | 87                          | - AUT: złota płyta - BRA: platynowa płyta - FRA: złota płyta - ITA: złota płyta - POL: 2× platynowa płyta - SWI: złota płyta | Heaven & Hell              |
| 2019                                                                                                | „Tabú” (oraz Pablo Alborán)        | –                           | –                           | –                           | –                           | –                           | –                           | –                           | –                           | –                           | 10                          | –                           | –                           | –                           | –                           | –                           | –                           | - PE: złota płyta - SPA: platynowa płyta | Tabú                       |
| 2019                                                                                                | „Salt”                             | –                           | –                           | 8                           | –                           | –                           | –                           | 6                           | 38                          | 10                          | –                           | 5                           | –                           | 1                           | 33                          | 8                           | –                           | - AUT: platynowa płyta - BRA: platynowa płyta - CAN: platynowa płyta - DEN: platynowa płyta - FRA: złota płyta - GER: złota płyta - NOR: 2× platynowa płyta - POL: 4× platynowa płyta | Heaven & Hell              |
| 2019                                                                                                | „Alone, Pt. II” (oraz Alan Walker) | –                           | –                           | 45                          | 8                           | 7                           | –                           | –                           | 68                          | 47                          | –                           | 4                           | –                           | 4                           | 25                          | 47                          | –                           | - BEL: złota płyta - FRA: złota płyta - GER: złota płyta - ITA: złota płyta - NOR: 4× platynowa płyta - POL: platynowa płyta | World of Walker            |
| 2020                                                                                                | „Kings & Queens”                   | 15                          | 31                          | 12                          | 4                           | 9                           | 15                          | 15                          | 32                          | 16                          | 23                          | 7                           | –                           | 1                           | 21                          | 5                           | 19                          | - AUT: platynowa płyta - BEL: platynowa płyta - BRA: 3× platynowa płyta - CAN: 4× platynowa płyta - DEN: złota płyta - FRA: złota płyta - GER: platynowa płyta - ITA: platynowa płyta - NOR: 2× platynowa płyta - POL: 4× platynowa płyta - SPA: złota płyta - UK: złota płyta - USA: platynowa płyta | Heaven & Hell              |
| 2020                                                                                                | „Who’s Laughing Now”               | –                           | –                           | 60                          | 8                           | 4                           | –                           | 4                           | 68                          | 65                          | 36                          | 8                           | –                           | 1                           | 63                          | 34                          | 93                          | - AUT: złota płyta - BRA: złota - NOR: złota płyta - POL: 2× platynowa płyta | Heaven & Hell              |
| 2020                                                                                                | „OMG What’s Happening”             | –                           | –                           | –                           | –                           | –                           | –                           | –                           | –                           | –                           | –                           | 32                          | –                           | –                           | 72                          | 65                          | –                           | - NOR: złota płyta - POL: platynowa płyta | Heaven & Hell              |
| 2020                                                                                                | „Christmas Without You”            | –                           | –                           | 42                          | 42                          | –                           | –                           | –                           | –                           | 28                          | –                           | –                           | –                           | –                           | –                           | 66                          | –                           | | Singel nielabumowy         |
| 2020                                                                                                | „My Head & My Heart”               | 45                          | 21                          | 26                          | 23                          | 9                           | 21                          | –                           | 72                          | 22                          | 6                           | –                           | –                           | 5                           | 90                          | 19                          | 18                          | - AUS: platynowa płyta - AUT: platynowa płyta - BRA: platynowa płyta - CAN: 2× platynowa płyta - GER: złota płyta - ITA: platynowa płyta - NOR: złota płyta - POL: 2× platynowa płyta - UK: złota płyta - USA: złota płyta | Heaven & Hell              |
| 2021                                                                                                | „EveryTime I Cry”                  | –                           | –                           | –                           | –                           | 9                           | –                           | –                           | 105                         | 58                          | –                           | 39                          | –                           | 10                          | 55                          | 97                          | 99                          | - AUT: złota płyta - POL: złota płyta | Singel nielabumowy         |
| 2021                                                                                                | „The Motto” (oraz Tiësto)          | 42                          | 22                          | 10                          | 3                           | 5                           | 6                           | 11                          | 60                          | 10                          | 19                          | 11                          | 57                          | 1                           | 21                          | 5                           | 12                          | - AUT: złota płyta - BRA: platynowa płyta - CAN: platynowa płyta - ITA: złota płyta - POL: 4x platynowa płyta - UK: srebrna płyta | Drive                      |
| 2022                                                                                                | „Maybe You’re The Problem”         | –                           | –                           | 75                          | 22                          | –                           | –                           | 50                          | –                           | 65                          | –                           | 34                          | –                           | 6                           | 55                          | –                           | 83                          | - POL: złota płyta | Diamonds & Dancefloors     |
| 2022                                                                                                | „Million Dollar Baby               | –                           | –                           | –                           | 12                          | 17                          | –                           | 25                          | 139                         | –                           | –                           | –                           | –                           | 17                          | 67                          | –                           | –                           | - POL: złota płyta | Diamonds & Dancefloors     |
| 2022                                                                                                | „Weapons”                          | –                           | –                           | –                           | 32                          | –                           | –                           | –                           | –                           | –                           | –                           | –                           | –                           | –                           | 54                          | 92                          | –                           | | Diamonds & Dancefloors     |
| 2023                                                                                                | „Dancing’s Done”                   | –                           | –                           | –                           | –                           | –                           | –                           | –                           | –                           | –                           | –                           | –                           | –                           | 39                          | –                           | –                           | –                           | - POL: złota płyta | Diamonds & Dancefloors     |
| 2023                                                                                                | „One of Us”                        | –                           | –                           | –                           | –                           | –                           | –                           | –                           | –                           | –                           | –                           | –                           | –                           | –                           | –                           | –                           | –                           | | Diamonds & Dancefloors     |
| 2023                                                                                                | „Car Keys (Ayla)” (oraz Alok)      |                             |                             |                             |                             |                             |                             |                             |                             |                             |                             |                             |                             |                             |                             |                             |                             | - POL: złota płyta | Singel niealbumowy         |
| 2023                                                                                                | „Choose Your Fighter”              | –                           | –                           | –                           | –                           | –                           | –                           | –                           | –                           | –                           | –                           | –                           | –                           | –                           | –                           | –                           | –                           | | Barbie (ścieżka dźwiękowa) |
| 2024                                                                                                | „Whatever” (oraz Kygo)             |                             |                             |                             |                             |                             |                             |                             |                             |                             |                             |                             |                             |                             |                             |                             |                             | - POL: platynowa płyta | Kygo                       |
| „–” oznacza to, że utwór nie zadebiutował na liście lub utwór nie został wydany w podanych krajach. |                                    |                             |                             |                             |                             |                             |                             |                             |                             |                             |                             |                             |                             |                             |                             |                             |                             | |                            |

### Jako artystka gościnna
| Tytuł                                                                                               | Rok  | Pozycja na liście przebojów | Pozycja na liście przebojów | Pozycja na liście przebojów | Pozycja na liście przebojów | Pozycja na liście przebojów | Pozycja na liście przebojów | Pozycja na liście przebojów | Certyfikat                                   | Album     |
| Tytuł                                                                                               | Rok  | US (POP)                    | EUR (Digital)               | Global Excl.                | NZL (HOT)                   | SWE                         | UK                          | UK (Digital)                | Certyfikat                                   | Album     |
| --------------------------------------------------------------------------------------------------- | ---- | --------------------------- | --------------------------- | --------------------------- | --------------------------- | --------------------------- | --------------------------- | --------------------------- | -------------------------------------------- | --------- |
| „Take Away the Pain” (Project 46, gościnnie Ava Max; jako Ava Koci)                                 | 2015 | –                           | –                           | X                           | –                           | –                           | –                           | –                           |                                              | Beautiful |
| „Clap Your Hands” (Le Youth, gościnnie Ava Max)                                                     | 2017 | –                           | –                           | X                           | –                           | –                           | –                           | –                           |                                              | —         |
| „Into Your Arms” (Witt Lowry, gościnnie Ava Max)                                                    | 2018 | –                           | –                           | X                           | –                           | –                           | –                           | –                           | - NOR: złota płyta - POL: 3× platynowa płyta | —         |
| „Make Up” (Vice i Jason Derulo, gościnnie: Ava Max)                                                 | 2018 | –                           | –                           | X                           | 40                          | –                           | –                           | –                           |                                              | —         |
| „Slow Dance” (AJ Mitchell, gościnnie: Ava Max)                                                      | 2019 | 28                          | –                           | X                           | –                           | –                           | –                           | –                           | - USA: złota płyta                           | —         |
| „Stop Crying Your Heart Out” (jako BBC Radio 2 Allstars)                                            | 2020 | –                           | 1                           | 114                         | –                           | –                           | 7                           | 1                           |                                              | —         |
| „Sad Boy” (Jonas Blue oraz R3hab, gościnnie Ava Max i Kylie Cantrall)                               | 2021 | –                           | –                           | –                           | –                           | –                           | –                           | –                           |                                              | —         |
| „–” oznacza to, że utwór nie zadebiutował na liście lub utwór nie został wydany w podanych krajach. |      |                             |                             |                             |                             |                             |                             |                             |                                              |           |

### Single promocyjne
| Tytuł                                                                                               | Rok  | Pozycja na liście przebojów | Pozycja na liście przebojów | Pozycja na liście przebojów | Pozycja na liście przebojów | Certyfikat         | Album         |
| Tytuł                                                                                               | Rok  | US (LyricFind)              | CZ                          | NZL (HOT)                   | ROM                         | Certyfikat         | Album         |
| --------------------------------------------------------------------------------------------------- | ---- | --------------------------- | --------------------------- | --------------------------- | --------------------------- | ------------------ | ------------- |
| „Take Away the Pain” (jako Ava)                                                                     | 2013 | –                           | –                           | –                           | –                           |                    | —             |
| „Come Home” (jako Ava Koci)                                                                         | 2015 | –                           | –                           | –                           | –                           |                    | —             |
| „Anyone But You” (jako Ava)                                                                         | 2016 | –                           | –                           | –                           | –                           |                    | —             |
| „My Way”                                                                                            | 2018 | –                           | –                           | –                           | 38                          |                    | —             |
| „Slippin” (gościnnie: Gashi)                                                                        | 2018 | –                           | –                           | –                           | –                           |                    | —             |
| „Not Your Barbie Girl”                                                                              | 2018 | 25                          | –                           | –                           | –                           | - POL: złota płyta | Heaven & Hell |
| „Blood, Sweat & Tears”                                                                              | 2019 | –                           | 60                          | –                           | –                           |                    | —             |
| „Freaking Me Out”                                                                                   | 2019 | –                           | –                           | 29                          | –                           |                    | —             |
| „On Somebody”                                                                                       | 2019 | –                           | –                           | 35                          | –                           |                    | —             |
| „Kings & Queens Pt. 2” (gościnnie: Lauv oraz Saweetie)                                              | 2020 | –                           | –                           | –                           | –                           |                    | Heaven & Hell |
| „–” oznacza to, że utwór nie zadebiutował na liście lub utwór nie został wydany w podanych krajach. |      |                             |                             |                             |                             |                    |               |

## Inne notowane utwory
| Tytuł                                                                                               | Rok  | Pozycja na liście przebojów | Pozycja na liście przebojów | Pozycja na liście przebojów | Pozycja na liście przebojów | Pozycja na liście przebojów | Certyfikat         | Album            |
| Tytuł                                                                                               | Rok  | US (Digital)                | US (Country Digital)        | CAN                         | CAN (Digital)               | NZL (HOT)                   | Certyfikat         | Album            |
| --------------------------------------------------------------------------------------------------- | ---- | --------------------------- | --------------------------- | --------------------------- | --------------------------- | --------------------------- | ------------------ | ---------------- |
| „On Me” (Thomas Rhett i Kane Brown, gościnnie: Ava Max)                                             | 2020 | 50                          | 18                          | 91                          | 19                          | –                           | - USA: złota płyta | Scoob! The Album |
| „Naked”                                                                                             | 2020 | –                           | –                           | –                           | –                           | 38                          |                    | Heaven & Hell    |
| „–” oznacza to, że utwór nie zadebiutował na liście lub utwór nie został wydany w podanych krajach. |      |                             |                             |                             |                             |                             |                    |                  |

## Teledyski
| Tytuł                              | Rok                 | Reżyserzy                | Źr.                     |
| Jako główny artysta                | Jako główny artysta | Jako główny artysta      | Jako główny artysta     |
| ---------------------------------- | ------------------- | ------------------------ | ----------------------- |
| „Take Away the Pain”               | 2013                | nieznany                 | [ 122 ]                 |
| „My Way”                           | 2018                | Jake Wilson              | [ 123 ] [ 124 ]         |
| „Sweet but Psycho”                 | 2018                | Shomi Patwary            | [ 125 ] [ 126 ]         |
| „So Am I”                          | 2019                | Isaac Rentz              | [ 127 ] [ 128 ]         |
| „Torn”                             | 2019                | Joseph Kahn              | [ 129 ] [ 130 ]         |
| „Freaking Me Out”                  | 2019                | Edgar Daniel             | [ 131 ] [ 132 ]         |
| „Tabú” (oraz Pablo Alborán)        | 2019                | Santiago Salviche        | [ 133 ] [ 134 ]         |
| „Salt”                             | 2019                | Eofortune                | [ 135 ]                 |
| „Alone, Pt. II” (oraz Alan Walker) | 2019                | Kristian Berg            | [ 136 ] [ 137 ]         |
| „Kings & Queens”                   | 2020                | Isaac Rentz              | [ 138 ] [ 139 ] [ 140 ] |
| „Kings & QuaranQueens”             | 2020                | nieznany                 | [ 141 ] [ 142 ]         |
| „Who’s Laughing Now”               | 2020                | Isaac Rentz              | [ 143 ] [ 144 ] [ 145 ] |
| „OMG What’s Happening”             | 2020                | Hannah Lux Davis         | [ 146 ] [ 147 ] [ 148 ] |
| „Naked”                            | 2020                | Hannah Lux Davis         | [ 149 ] [ 150 ] [ 151 ] |
| „My Head & My Heart”               | 2021                | Cham La’Donna, Emil Nava | [ 152 ] [ 153 ]         |
| „EveryTime I Cry”                  | 2021                | nieznany                 | [ 154 ] [ 155 ]         |
| „The Motto”                        | 2021                | Christian Breslauer      | [ 156 ] [ 157 ]         |
| Jako artystka gościnna             |                     |                          |                         |
| „Clap Your Hands”                  | 2017                | Rafatoon                 | [ 158 ] [ 159 ]         |
| „Into Your Arms”                   | 2018                | Bobby Hanaford           | [ 160 ] [ 161 ] [ 162 ] |
| „Make Up”                          | 2018                | Isaac Rentz              | [ 163 ] [ 164 ]         |
| „Slow Dance”                       | 2019                | Miles, AJ                | [ 165 ] [ 166 ]         |
| „On Me”                            | 2020                | nieznany                 | [ 167 ] [ 168 ]         |
| „Stop Crying Your Heart Out”       | 2020                | Phill Deacon             | [ 169 ] [ 170 ]         |
| „Sad Boy”                          | 2021                | nieznany                 | [ 171 ] [ 172 ]         |